# Patinação artística nos Jogos Olímpicos de Inverno de 1952
A patinação artística nos Jogos Olímpicos de Inverno de 1952 consistiu de três provas: individual masculina, individual feminina e duplas. As competições realizaram-se em Oslo.

## Medalhistas
| Evento                        | Ouro                               | Prata                                          | Bronze                                |
| ----------------------------- | ---------------------------------- | ---------------------------------------------- | ------------------------------------- |
| Individual masculino detalhes | Dick Button USA Estados Unidos     | Helmut Seibt AUT Áustria                       | James Grogan USA Estados Unidos       |
| Individual feminino detalhes  | Jeannette Altwegg GBR Grã-Bretanha | Tenley Albright USA Estados Unidos             | Jacqueline du Bief FRA França         |
| Duplas detalhes               | Ria Falk Paul Falk GER Alemanha    | Karol Kennedy Peter Kennedy USA Estados Unidos | Marianna Nagy László Nagy HUN Hungria |

## Quadro de medalhas
| Ordem | País               | Medalha de ouro | Medalha de prata | Medalha de bronze |   |
| ----- | ------------------ | --------------- | ---------------- | ----------------- | - |
| 1     | USA Estados Unidos | 1               | 2                | 1                 | 4 |
| 2     | GER Alemanha       | 1               |                  |                   | 1 |
| 2     | GBR Grã-Bretanha   | 1               |                  |                   | 1 |
| 4     | AUT Áustria        |                 | 1                |                   | 1 |
| 5     | FRA França         |                 |                  | 1                 | 1 |
| 5     | HUN Hungria        |                 |                  | 1                 | 1 |
| TOTAL | TOTAL              | 3               | 3                | 3                 | 9 |